# The Primevals
The Primevals sono un gruppo garage rock scozzese formatosi nel 1983 e tuttora attivo.

## Formazione
- Michael Rooney - voce, armonica, alto sax, chitarra
- John Honeyman - basso, voce
- Paul Bridges - batteria
- Martyn Rodger - chitarra, keyboards
- Tom Rafferty - chitarra

## Discografia

### Album
- Eternal Hotfire (1985), New Rose
- Sound Hole (1986), New Rose
- Live a Little (1987), New Rose - prime copie con il singolo Diamonds, Furcoat, Champagne
- Neon Oven - Live at the Rex, Paris (1989), DDT
- Dig (1990), Nibelung
- There Is No Other Life and This Is It (2007), Triple Wide
- Disinhibitor (2010), Triple Wide
- Heavy War (2012)

### Raccolte
- On the Red Eye (2005), LastCall

### Singoli, EP
- Where Are You?/This Kind of Love (Raucous Records) -1984
- Living In Hell/Walk In My Footsteps (New Rose) - 1985
- Daimonds, A Furcoat, Champagne /Inst (New Rose)  - 1986 (free 45 with “Live A Little” )
- Fertile Mind/ Crazy Little Thing (New Rose) - 1987
- Heya/ Heya (Part 2) (New Rose) - 1987
- Last To Know/ split single - 1990
- I Want/ split single (Beatroot) - 1997